# Schacht Asse II

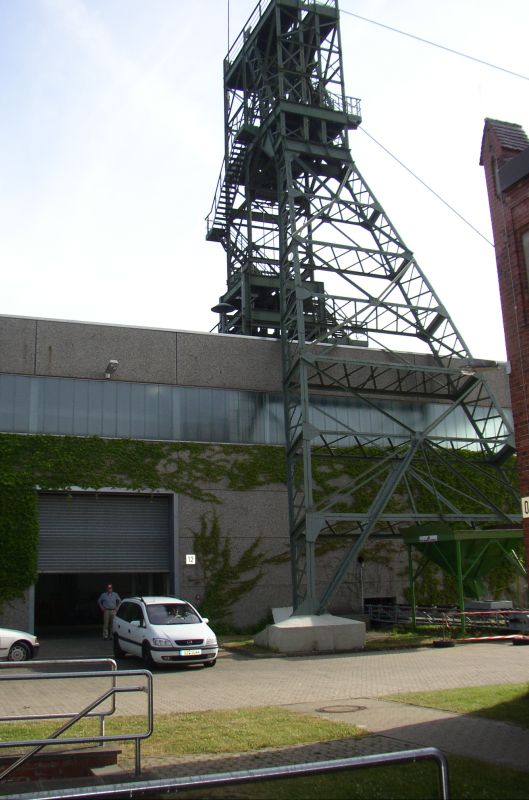
Edificio superiore della Schacht Asse II

La Schacht Asse II (minera dell'Asse II) è un'ex miniera di sale utilizzata fino al 1995 come deposito geologico profondo per i rifiuti radioattivi nelle alture dell'Asse vicino Wolfenbüttel, in Germania.

## Storia
La Schacht Asse II fu costruita tra il 1906 e il 1908 ad una profondità di 765 metri. Inizialmente progettata per estrarre potassio, la miniera fu utilizzata anche per estrarre salgemma tra il 1916 e il 1964. La produzione di potassio cessò invece nel 1925.
Tra il 1965 e il 1995, la Helmholtz Zentrum München, il centro di ricerca per la salute ambientale di proprietà statale, utilizzò la miniera per conto del Ministero federale della Ricerca per testare la gestione e lo stoccaggio di scorie radioattive. Tra il 1967 e il 1978 rifiuti radioattivi di livello basso e intermedio furono collocati in 13 camere della miniera. Le camere erano collocate ad una profondità compresa tra i 725 e i 750 metri sotto la superficie. Tra il 1972 e il 1977, i rifiuti radioattivi di medio livello sono stati collocati esclusivamente in una camera a 511 metri di profondità. In totale sono stati versati circa 126 mila fusti di materiale radioattivo. Il progetto è stato interrotto nel 1995 e tra il 1995 e il 2004 le cavità furono riempite di sale. Dopo le notizie riportate dei media nel 2008 riguardanti la contaminazione da cesio-137, plutonio e stronzio delle acque limitrofe, i politici accusarono il Centro di ricerca tedesco di non aver informato correttamente le autorità. L'8 settembre 2008 i ministri della Bassa Sassonia e del governo tedesco passarono la gestione dell'edificio dal Helmholtz Zentrum München al Bundesamt für Strahlenschutz (BFS), l'Ufficio federale per la radioprotezione.
Nell'aprile 2017, la responsabilità della miniera è stata trasferita dal BFS al Consiglio di sorveglianza del Bundes-Gesellschaft für Endlagerung (BGE), sotto il Ministero Federale dell'Ambiente, della Conservazione della Natura e della Sicurezza Nucleare.

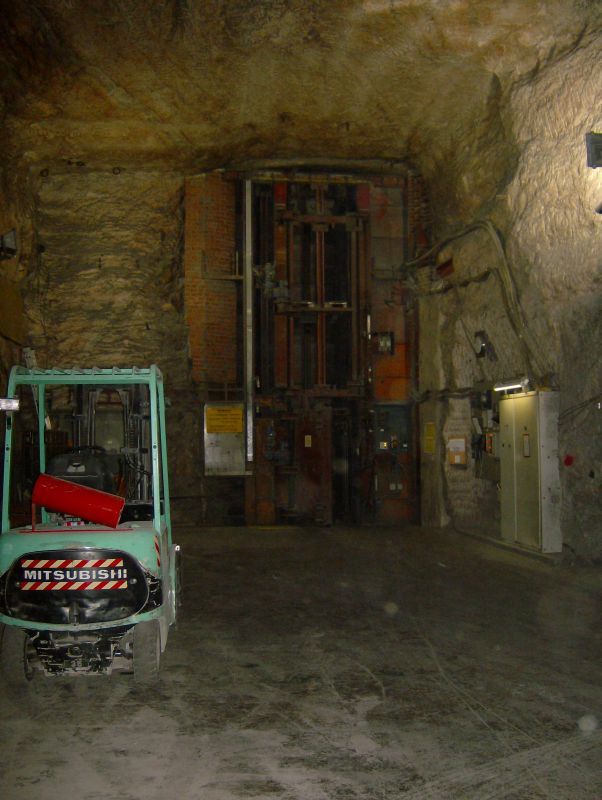
Interno della miniera a 490 metri di profondità